# Пасишник, Семён Власович
Семён Власович Пасишник (укр. Семен Власович Пасішник; 14 сентября 1907 год, село Бубново, Полтавская губерния — 26 октября 1988 год, посёлок Чутово, Полтавская область) — директор племенного совхоза «Чутовский» Чутовского района Полтавской области, Украинская ССР. Герой Социалистического Труда (1966).

## Биография
Родился 14 сентября 1907 года в крестьянской семье в селе Бубново Золотоношского уезда. После получения начального образования в школе родного села обучался с 1925 года в Золотоношской сельскохозяйственной профессиональной школе. В 1927 году поступил в Полтавский сельскохозяйственный институт. В 1929 году был призван на срочную службу в Красную Армию со второго курса института. В 1929—1930 годах — курсант 121-го зенитно-артиллерийского полка в Севастополе. После армии в 1930 году назначен агрономом Диканьского районного земельного отдела. С 1941 года участвовал в Великой Отечественной войне.
После демобилизации в 1945 году продолжил работу старшим агрономом в Диканьском районном земельном отделе, позднее работал заведующим сельскохозяйственного отдела Диканьского райисполкома. С 1948 по 1950 год — второй секретарь Диканьского райкома КПУ. В 1950 году избран первым секретарём Диканьского райкома КПУ. С 1954 по 1958 год не работал.
В 1958 году назначен директором племенного совхоза «Чутовский» Чутовского района. Вывел совхоз в передовые сельскохозяйственные предприятия Полтавской области. В 1966 году удостоен звания Героя Социалистического Труда «за достигнутые успехи в развитии животноводства, увеличении производства и заготовок мяса, молока и другой продукции».
В 1968 году вышел на пенсию. Проживал в посёлке Чутово, где скончался в 1988 году.

## Награды
- Герой Социалистического Труда — указом Президиума Верховного Совета СССР от 22 марта 1966 года
- Орден Ленина
- Орден Отечественной войны 2 степени
- Орден Трудового Красного Знамени
- Медаль «За трудовую доблесть»